# Messena junki
Messena junki är en insektsart som beskrevs av Schmidt 1928. Messena junki ingår i släktet Messena och familjen Eurybrachidae. Inga underarter finns listade i Catalogue of Life.